# 法国外贸银行

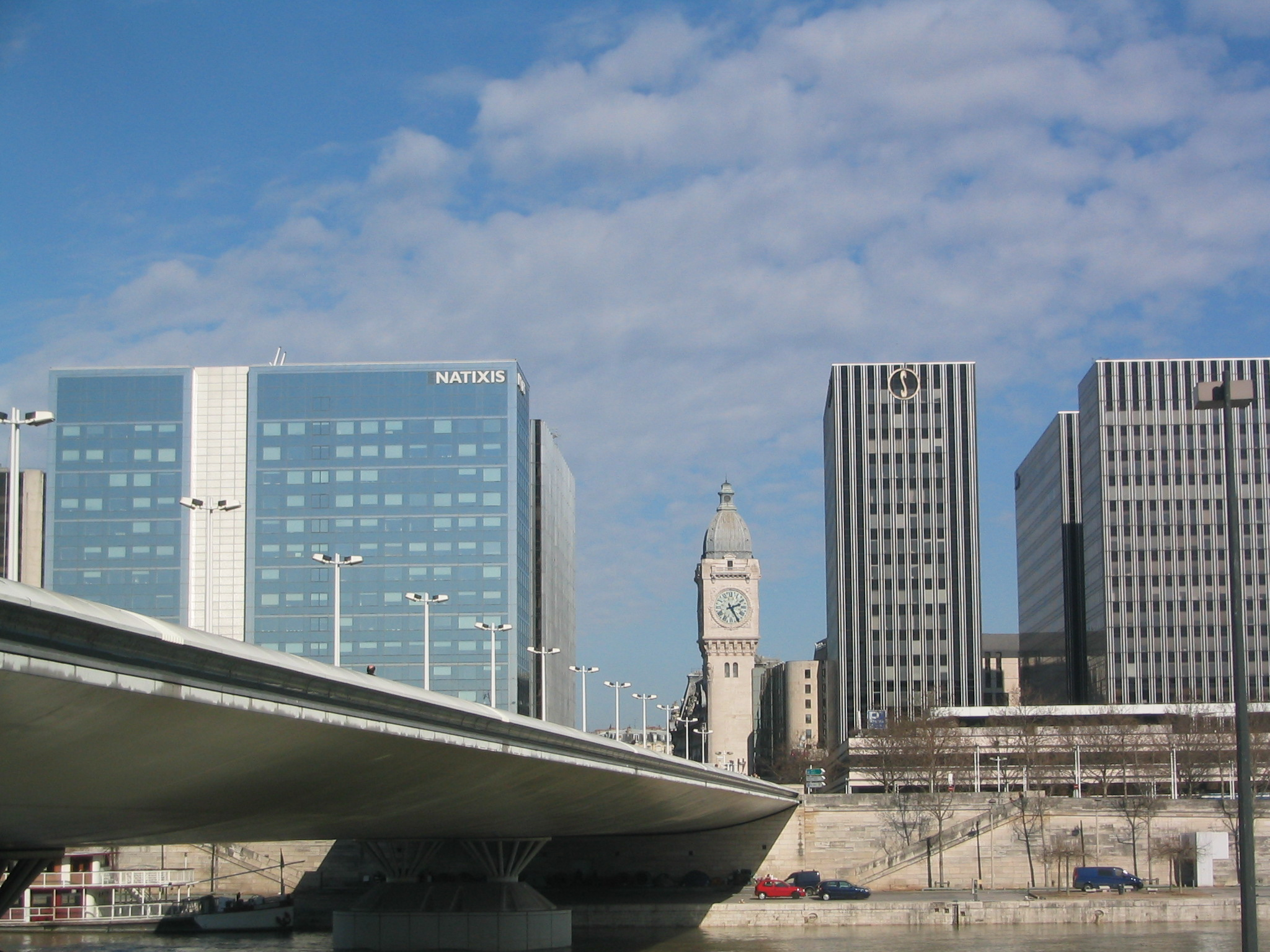
NatixisParis

法国外贸银行，或直譯译作那提西银行（Natixis）或者法国Natixis银行，是法国BPCE集团旗下的投资银行，由法国人民银行和储蓄银行的資產管理與投資業務部門合并而成。兩家銀行的資金合計超過新銀行資本額的70%，其餘資金交由巴黎證券交易所公開籌募。

## 历史事件[2]
1818年
第一家法国储蓄银行（Caisses d'Epargne）在巴黎成立，旨在促进、吸纳和管理大众存款，推出储蓄账户。
1837年
储蓄账户的管理交由法国发展银行（Caisse des Dépôts）负责。储蓄银行进行扩张：从1839年的284家发展到1847年的364家。
1878年
首家大众银行（Banque Populaire）在昂热开门营业。大众银行由个体企业家创立并为个体企业家服务，更简便地为其项目发展提供融资。
1919年
为了方便一战后法国的重建，国家信贷银行（Crédit National）成立。
1921年
大众银行中央储蓄部创立（Caisse Centrale des Banques Populaires）。
1946年
法国外贸银行创立（Banque Française du Commerce Extérieur），以促进国际贸易交易的发展。
1996年
国家信贷银行与法国外贸银行合并而成Natexis S.A.有限公司, 这是近30年来法国的第一宗银行合并案例。
1998年
大众银行中央储蓄部并购Natexis S.A.公司，后者成为大众银行集团的上市的壳公司。
1999年
大众银行中央储蓄部将其运营业务转移给Natexis S.A.公司。大众银行中央储蓄部改称为大众联邦银行（Banque Fédérale des Banques Populaires）
1999年
创立储蓄银行国家储蓄部（Caisse Nationale des Caisses d'Epargne）
2001年
创立CDC IXIS银行，主要经营投行业务，由法国发展银行的竞争性金融业务分拆而成。
2004年
储蓄银行国家储蓄部吞并CDC IXIS银行。储蓄银行集团（Le Groupe Caisse d'Epargne）因此成为全业务银行机构，分别创立了IXIS CIB 和 IXIS AM两个业务导向的旗下银行。
2006年
由IXIS银行和大众Natexis银行重组创立Natixis银行。
2009年
法国第二大银行集团BPCE集团建立。该集团由储蓄银行国家储蓄部与大众联邦银行合并而成。BPCE集团成为法国Natixis银行母公司。
2013年
廣發證券其全資公司廣發期貨（
香港）公司成完成向法國外貿銀行收購其全資持有的英國ＮＣＭ期貨公司，從而使廣發期貨得以
擁有英國主要期貨交易所的會員結算資格。交易金額初步係3,614萬美元（約2.82億港元）。

## 主要业务排名[3]
企業及投資銀行:
- n° 1 欧洲项目融资（Europe Bank of the Year 2010）
- n° 2 地产融资（法国）
- n° 2 主要公司债券（法国）
- n° 7 债务抵押证券发行（欧洲）
- n° 10 欧元债券一级市场
- n° 6 贸易融资（非洲和中东地区）
- Top 10 全球航空融资

資產管理:
- n° 1 资产管理银行（法国）
- n° 5 资产管理银行（欧洲）
- n° 13 资产管理银行（全球）

私募股權投資及私人銀行業務:
- 法国中小企业资产投资的主要参与者之一

服務：
- n° 1 员工储蓄管理（法国）
- n° 1 保险存款（法国）
- n° 10 全球托管机构
- n° 2 零售业托管机构（法国）
- n° 3 电子支付运营商（法国）
- n° 4 银行保险IARD（法国）

應收賬款管理:
- n° 1 应收账款管理（法国）
- n° 3 保理业务（法国）
- n° 7 保理业务（全球）
- n° 3 信用保险（全球）
- n° 6 应收账款管理（全球）
- n° 7 企业资讯商（全球）